# Mathias Kouo-Doumbé
Pour les articles homonymes, voir Doumbé.
Mathias Kouo-Doumbé est un footballeur français né le 28 octobre 1979 à Drancy (Seine-Saint-Denis).

## Biographie

### Hibernian FC
Formé au PSG, ce défenseur droit signe à Hibernian en octobre 2001. Il fait ses débuts en Premier League écossaise à l'occasion d'une défaite (2-4) contre les Rangers, le 18 août 2002.
Il est titularisé à 13 reprises en autant de matchs joués lors de sa première saison complète à Édimbourg, puis, lors de la saison 2003-2004, il joue 33 matchs et inscrit 2 buts. Hibernian termine huitième du championnat d'Écosse avec 44 points.

### Plymouth Argyle Football Club
En 2004, il rejoint le club de deuxième division anglaise Plymouth.
Il quitte Plymouth à la fin de la saison 2008-2009 alors que le club finit 21e sur 24 et passe tout près de la relégation en troisième division.
Début août 2009, le joueur est approché par le club londonien Millwall FC, mais, les parties ne parvenant à s'accorder sur les termes du contrat, il rejoint finalement Milton Keynes Dons FC.
À son départ, Kouo-Doumbé est le joueur de champ avec le plus d'ancienneté au Plymouth Argyle FC, comptant 142 apparitions, dont 134 en tant que titulaire, et quatre réalisations en cinq ans sous les couleurs des Pilgrims.

### Milton Keynes Dons Football Club

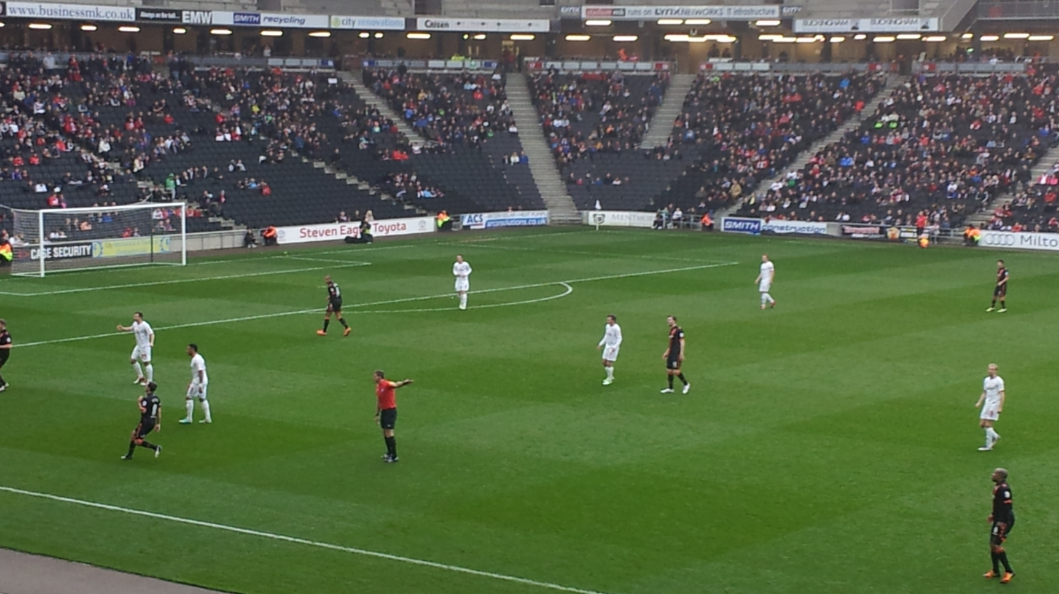
Match de League One opposant Milton Keynes à Sheffield United en novembre 2012. Kouo-Doumbé rentre à la et participe à la victoire 1-0 des Dons.

Il s'engage avec Milton Keynes Dons Football Club, club évoluant en troisième division, en août 2009.
Au cours de sa première saison (2009-2010) à Milton Keynes, Kouo-Doumé est régulièrement titularisé, il joue en tout 35 matchs et inscrit un but.
En 2010-2011, il s'impose comme un élément majeur de l'effectif du MK Dons, jouant 50 matchs, dont 46 en League One, et inscrivant 5 buts. Il termine la saison cinquième meilleur buteur du club en championnat.
En juin 2011, il signe un nouveau contrat de deux ans avec le club de Milton Keynes. Sa saison 2011-2012 est gâchée par une blessure. Il joue 23 matchs au total (20 en championnat et 3 en Coupe d'Angleterre) et inscrit 5 buts, dont l'ouverture du score, de la tête, lors du premier tour de FA Cup contre Nantwich Town (en) qui se solde par une victoire 6-0 des Dons.
Lors de sa quatrième saison chez les Dons, Kouo-Doumbé est régulièrement titulaire. En décembre 2012, il joue notamment le premier "derby" contre l'AFC Wimbledon, club dont est issu la franchise du MK Dons, lors du deuxième tour de FA Cup, remporté sur le fil par le MK Dons (2-1).

### Northampton Town Football Club
En septembre 2013, à l'âge de 34 ans, Kouo-Doumbé s'engage avec le club de quatrième division anglaise Northampton Town pour un contrat d'un an. En mai 2014, il est libéré par le club, qui évite de peu la relégation.

## Carrière
- 1992-1999 : Sarcelles (Jeunes)
- 1999-Oct. 2001 : Paris SG (CFA)
- Oct. 2001-2004 : Hibernian Édimbourg
- 2004-2009 : Plymouth Argyle
- 2009- : Milton Keynes Dons Football Club[14]

## Palmarès
- Finale de la Coupe de la Ligue écossaise 2004